# Galepsus wittei
Galepsus wittei är en bönsyrseart som beskrevs av Max Beier 1954. Galepsus wittei ingår i släktet Galepsus och familjen Tarachodidae. Inga underarter finns listade i Catalogue of Life.